# Lower Chindwin
El districte de Lower Chindwin fou una divisió administrativa de l'Alta Birmània, divisió de Sagaing, amb una superfície de 9945 km². Població: 233.316 el 1891; 276.383 el 1901.
El districte fou ocupat pels britànics el 1886. Inicialment (1887) es va formar el districte de Chindwin amb capital a Alon, però el 1888 es va dividir en Lower Chindwin i Upper Chindwin amb Kindat i Monywa com a capitals (la segona de Baix Chindwin). Un cap local, Hla U, dominava la comarca de Ayadaw i Kudaw però fou assassinat per un lloctinent el 1887. Tres revoltes es van produir a Pagyi (després Salingyi) dues el 1887 i una el 1888. El cap de la primera, Po Tok va resultar mort a un combat a Kyadet; la segona fou dirigida per l'autonomenat príncep Shwegyobyu ajudat pels dacoits Nga Saga i Nga Pyo, però després d'un combat a Chinbyit la situació va quedar dominada; la revolta del 1888 fou aturada per la detenció i execució a Monywa, d'un sospitós conegut com el príncep Nagabo, que havia pactat la revolta amb el príncep Shwegyobyu, Nga Saga i Nga Pyo; la revolta es va traslladar el 1889 a la comarca de Yaw però foren derrotats a Gangaw i Shwegyobyu va fugir, Nga Saga va morir i Nga Pyo fou mort per un altre cap. En endavant el districte va quedar pacificat.
El 1901 estava dividit en cinc municipalitats:
- Budalin
- Monywa
- Kani
- Salingyi
- Pale